# Marele Alexander
Marele Alexander (Psittacula eupatria, numit în engleză Alexandrine Parakeet) este o specie de papagali originară din sudul și sud-estul Asiei. Este numit astfel după Alexandru cel Mare care l-a introdus în Europa.

## Subspecii
Cinci subspecii au fost descrise:
- Psittacula eupatria eupatria,
- Psittacula eupatria avensis,
- Psittacula eupatria magnirostris,
- Psittacula eupatria nipalensis,
- Psittacula eupatria siamensis.

## Descriere
Marele Alexander, pasăre cu o lungime 60 cm, are un colorit verde, aripile având o pată de culoare roșie închisă. Masculii au un inel negru la gât - ceafa și un inel roz la ceafă. Ciocul este roșu cu vârful gălbui iar picioarele sunt cenușii.

## Răspândire
Marele Alexander este răspândit în India, Sri Lanka, estul Afganistanului, vestul Pakistanului, insulele Andaman, Birmania, Vietnam, Cambodgia, nordul și vestul Thailandei, Laos.

## În captivitate
Acești papagali sunt păsări foarte active cu o voce destul de puternică. Sunt foarte curioși, plini de energie și foarte robuști. Le place mult să se scalde. În cazul în care o cădiță nu este disponibilă, se recomandă spălarea lor cu dușul la o intensitate foarte redusă pentru a nu le creea discomfort.

## Păsări de companie
Papagalii Marele Alexander sunt foarte îndrăgiți ca păsări de colivie, uimind prin inteligența lor. Sunt foarte apreciați pentru capacitatea de a învăța, imitând vocea umană, trucuri și alte sunete. Obișnuiți cu contactul mâinii umane (sunt blânzi) sunt foarte jucăuși și prietenoși.

## Hrana
Consumă diferite fructe și legume, amestecuri de semințe potrivit acestei specii, minerale, hrană încolțită. Pe perioada de nidificare li se poate da o hrană specială formată din ou și pâine albă.

## Voliera
Cu cât voliera este mai mare cu atât este mai bine. Indicată ar fi o volieră exterioară cu acces la o volieră interioară. Iarna trebuie asigurată o temperatură de minim 5 °C în voliera interioară și lăsat accesul spre voliera exterioară. În voliere spațioase pot fi crescuți și în colonie. Cuibul poate să rămână tot timpul în volieră. 

## Reproducerea
Se reproduc destul de ușor, important este să fie o pereche care harmonează. Pe perioada împerecherii păsările, deși blânde, sunt foarte agresive față de stăpân. Reproducerea începe prin luna februarie. Depun 2-4 ouă. Perioada incubației este de 28 zile. Puii ies pe la vârsta de 8 săptămâni din cuib și este indicat să mai rămână o perioadă în compania părinților.
În libertate trăiesc în perechi și uneori se adună în grupuri de mii de păsări.